# Вількув (Сілезьке воєводство)
Вількув (пол. Wilków) — село в Польщі, у гміні Іжондзе Заверцянського повіту Сілезького воєводства.
Населення — 263 особи (2011).
У 1975-1998 роках село належало до Ченстоховського воєводства.

## Демографія
Демографічна структура станом на 31 березня 2011 року:
|          | Загалом | Допрацездатний вік | Працездатний вік | Постпрацездатний вік |
| -------- | ------- | ------------------ | ---------------- | -------------------- |
| Чоловіки | 125     | 34                 | 70               | 21                   |
| Жінки    | 138     | 27                 | 73               | 38                   |
| Разом    | 263     | 61                 | 143              | 59                   |